# Mausoleo del Ayatolá Jomeini
El Mausoleo del Ayatolá Jomeini (en persa: آرامگاه سید روح‌الله خمینی) alberga la tumba de Ruhollah Moosavi Jomeini y Ahmad Jomeini, su segundo hijo, que murió en 1995. Se encuentra al sur de Teherán, en el cementerio Behesht-e Zahra. La construcción comenzó en 1989 tras la muerte de Jomeini, el 3 de junio de ese año. El complejo todavía está en construcción, pero cuando esté terminado será la pieza central en una extensión compleja de más de 20 km², con un centro cultural y turístico, una universidad de estudios islámicos, un seminario, un centro comercial, y un estacionamiento para 20 000 vehículos. El gobierno iraní ha dedicado unos $ 2 000 000 000 a este desarrollo.
El 7 de junio de 2017 hubo un doble atentado en Teherán y una de las bombas explosionó en el complejo, dejando un muerto y cinco heridos.